# Volksbank Albstadt
Die Volksbank Albstadt eG ist eine Genossenschaftsbank mit dem Geschäftsgebiet rund um Albstadt im Zollernalbkreis in Baden-Württemberg. Die Volksbank Albstadt gehört dem Baden-Württembergischen Genossenschaftsverband und darüber hinaus dem BVR an.
Sie soll bis Oktober 2025 rückwirkend zum 1. Januar 2025 mit der Volksbank Hohenzollern-Balingen und der VR Bank Heuberg-Winterlingen fusionieren und in die Volksbank Zollernalb aufgehen.

## Geschichte
Am 4. September 1865 wurden die Statuten der Bank vorgestellt, am 1. Oktober wurde sie als Gewerbebank Ebingen eröffnet. Dem Aufsichtsrat gehörten damals die Herren Daser (Kassier), Dodel, Goebel, Groz, Keller, Carl Theodor Landenberger, Christian Landenberger (Revisor), Linder, Schwarz, Friedrich Wohnhas (Direktor) und Wolfer an. Seit 1871 ist die Bank im Genossenschafts- bzw. Handelsregister eingetragen. Im Jahre 1940 benannte sich die Gewerbebank schließlich in Volksbank Ebingen um. Am 13. August 2014 fusionierte die Volksbank Ebingen eG mit der  Volksbank Tailfingen eG zur Volksbank Albstadt eG.
Am 2. Juni 2025 stimmten 100 Prozent der stimmberechtigten Vertreter für die Fusion der Volksbank Albstadt mit der Volksbank Hohenzollern-Balingen und der VR Bank Heuberg-Winterlingen zur Volksbank Zollernalb. Die Fusion tritt rückwirkend zum 1. Januar 2025 in Kraft und soll bis Oktober 2025 abgeschlossen sein.